# Andrea Hübner
Pour les articles homonymes, voir Hübner.
Andrea Hübner, née le 17 février 1957 à Karl-Marx-Stadt (aujourd'hui Chemnitz), est une ancienne nageuse est-allemande.

## Carrière
Andrea Hübner rafle l'or lors des championnats du monde 1973 sur le 200 m 4 nages. Aux championnats d'Europe de natation 1974 à Vienne, elle remporte le relais 4 × 100 m nage libre avec Kornelia Ender, Angela Franke et Andrea Eife en 3 min 52 s 48 et termine seconde sur le 200 m 4 nages derrière Ulrike Tauber.
En 1974, elle reçoit l'ordre du Mérite patriotique de la RDA en bronze.